# Galium mite
Galium mite là một loài thực vật có hoa trong họ Thiến thảo. Loài này được Boiss. & Hohen. mô tả khoa học đầu tiên năm 1843.